# پترا وایدووا
پترا وایدووا (اسلواکی: Petra Vajdová؛ زادهٔ ۲۹ آوریل ۱۹۸۵) بازیگر اهل کشور اسلواکی است. وی از سال ۲۰۰۲ میلادی تاکنون مشغول فعالیت بوده‌است.